# Huernia thuretii
Huernia thuretii es una especie de plantas de la familia Apocynaceae. Nativa de Sudáfrica en la Provincia del Cabo y en Namibia.

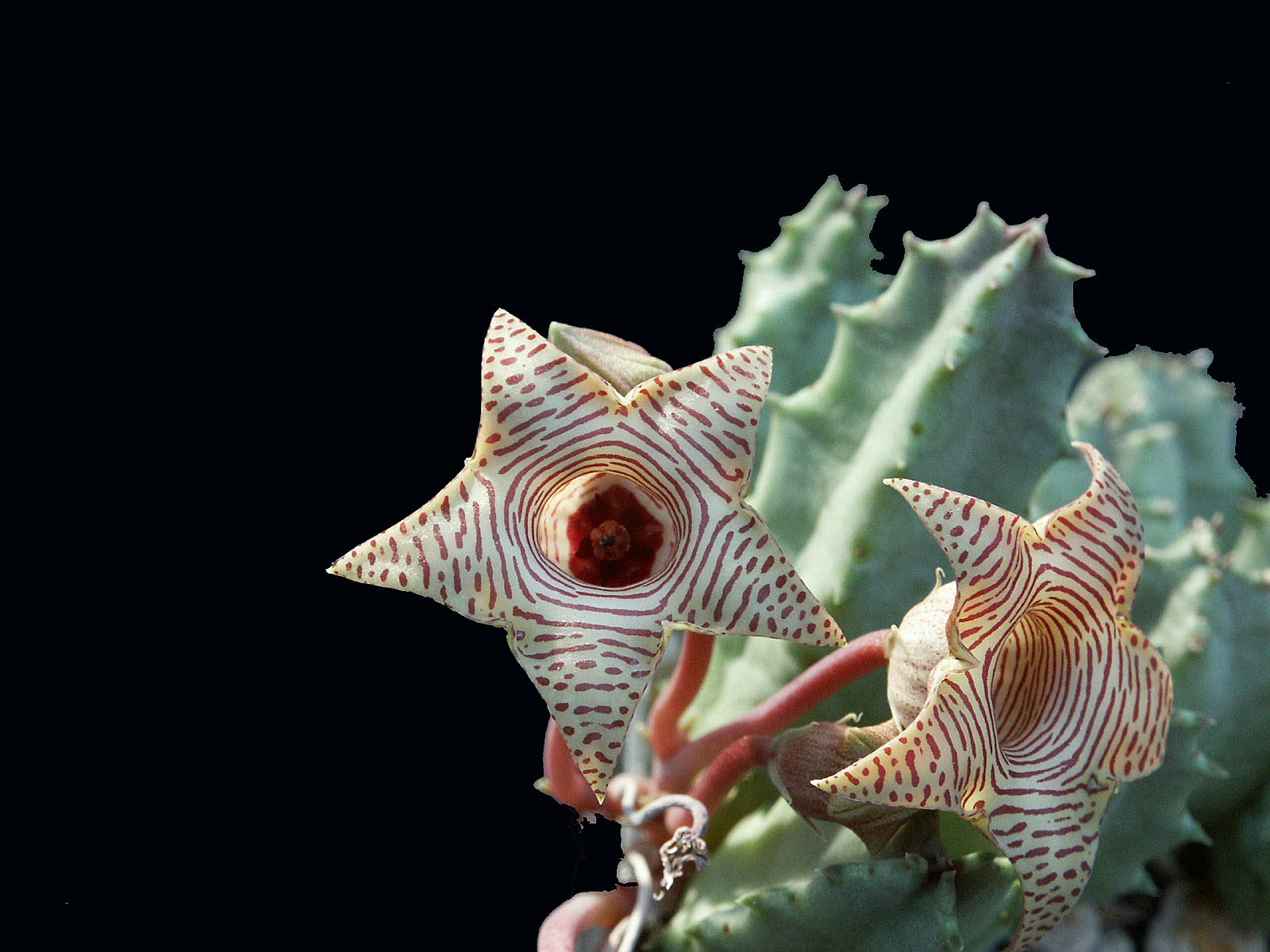
Detalle de la flor

## Descripción
Huernia thuretii es una planta suculenta con brotes verticales que son de hasta unos cinco centímetros de alto y 0,8 a 1 cm de grosor y forma grumos. Los brotes son 4 ángulos (hasta un máx. 6) y denso generalmente ocupados en sección transversal con verrugas en la punta. Las flores son solitarias, mirando hacia fuera o hacia arriba. Están distribuidas al azar en los brotes. Se abren  en cortos intervalos. El tallo de la flor es de hasta  2,5 cm de largo, pero puede estar ausente. Varias flores se presentan en un tallo (si el tallo está presente). Los sépalos son largos y de unos 5 mm. La flor mide aproximadamente 2,5 cm de diámetro. Por fuera es de color amarillo crema a amarillo verdoso y, a veces puntos de color marrón rojizo. La superficie interior es de color crema, de color amarillo pálido, rara vez amarillento a marrón con líneas de color rosa a marrón oscuro concéntricos o filas de puntos. La corola  es esférica  y marrón en la base. La apertura se reduce ligeramente. Las polinias son de color amarillo pardusco.

## Taxonomía
Huernia thuretii fue descrita por Cels ex Hérincq y publicado en Horticulteur Français; journal des amateurs et des intérêts horticoles 73. 1866.
Etimología
thuretii: epíteto otorgado en honor del botánico Gustave Adolphe Thuret (1817-1875). 